# Трес Макнийл
Трес Макнийл (на английски: Tress MacNeille; родена на 20 юни 1951 г.), с рождено име Териса Клеър Пейн, е американска актриса.

## Кариера
Активно се занимава с озвучаване на анимационни филми, сериали, реклами и видеоигри. Най-известна е с работата си в сериалите „Малкото пони“, „Чип и Дейл: Спасителен отряд“, „Семейство Симпсън“, „Приключенията на дребосъците“, „Аниманиаци“, „Истерия!“, „Футурама“, „Клуб Маус“, „Мики и приятели състезатели“, „Дисенчантмент“ и много други.
Тя е официалният глас на Уилма Флинтстоун и Дейзи Дък от 2000 г.
Нейната първа роля в озвучаването е в епизод в „Скуби-Ду и Скрапи-Ду“ около 1979 г.